# Syriette Che
Syriette Che, est une actrice camerounaise.

## Carrière
En 2018, Syriette Che est nommée actrice de soutien aux Next Generation Entertainment Awards (NGEA). En 2019, elle joue le rôle principal dans My image.

## Filmographie
- 2019 : My Image[3]
- 2022 : The Planter's Plantation